# Casagemes (Claret)
Mas Casagemas és una masia de Sant Fruitós de Bages (Bages) inclosa a l'Inventari del Patrimoni Arquitectònic de Catalunya.
És una gran masia que correspon a una construcció del segle xviii, que segons els models clàssics fa una adaptació amb dos cossos rectangulars, coberts a quatre vessants; tota la masia que es conserva en excel·lent estat, és arrebossada a l'exterior llevat de la pedra de finestres i portes. Tot el conjunt és tancat per dependències agropecuàries. Construïda al segle xviii, forma part del Santuari de Santa Anna de Claret, a la qual hi ha estat sempre vinculada. Es troba a una altitud de 311,2 metres.